# جيم تورنر (لاعب كرة قاعدة)
جيم تورنر (بالإنجليزية: Jim Turner)‏ هو لاعب كرة قاعدة أمريكي، ولد في 6 أغسطس 1903 في Antioch, Tennessee ‏ في الولايات المتحدة، وتوفي في 29 نوفمبر 1998 في ناشفيل في الولايات المتحدة.

## وصلات خارجية
- جيم تورنر على موقع دوري كرة القاعدة الرئيسي (الإنجليزية)
- جيم تورنر على موقعبيزبول رفرنس.كوم (الدوري الرئيسي) (الإنجليزية)
- جيم تورنر على موقعبيزبول رفرنس.كوم (الدوري الثانوي) (الإنجليزية)